# Andrzej Romocki

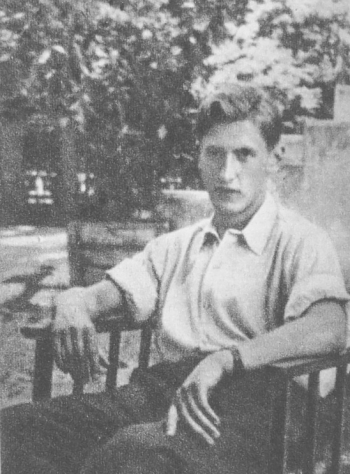
Andrzej Romocki

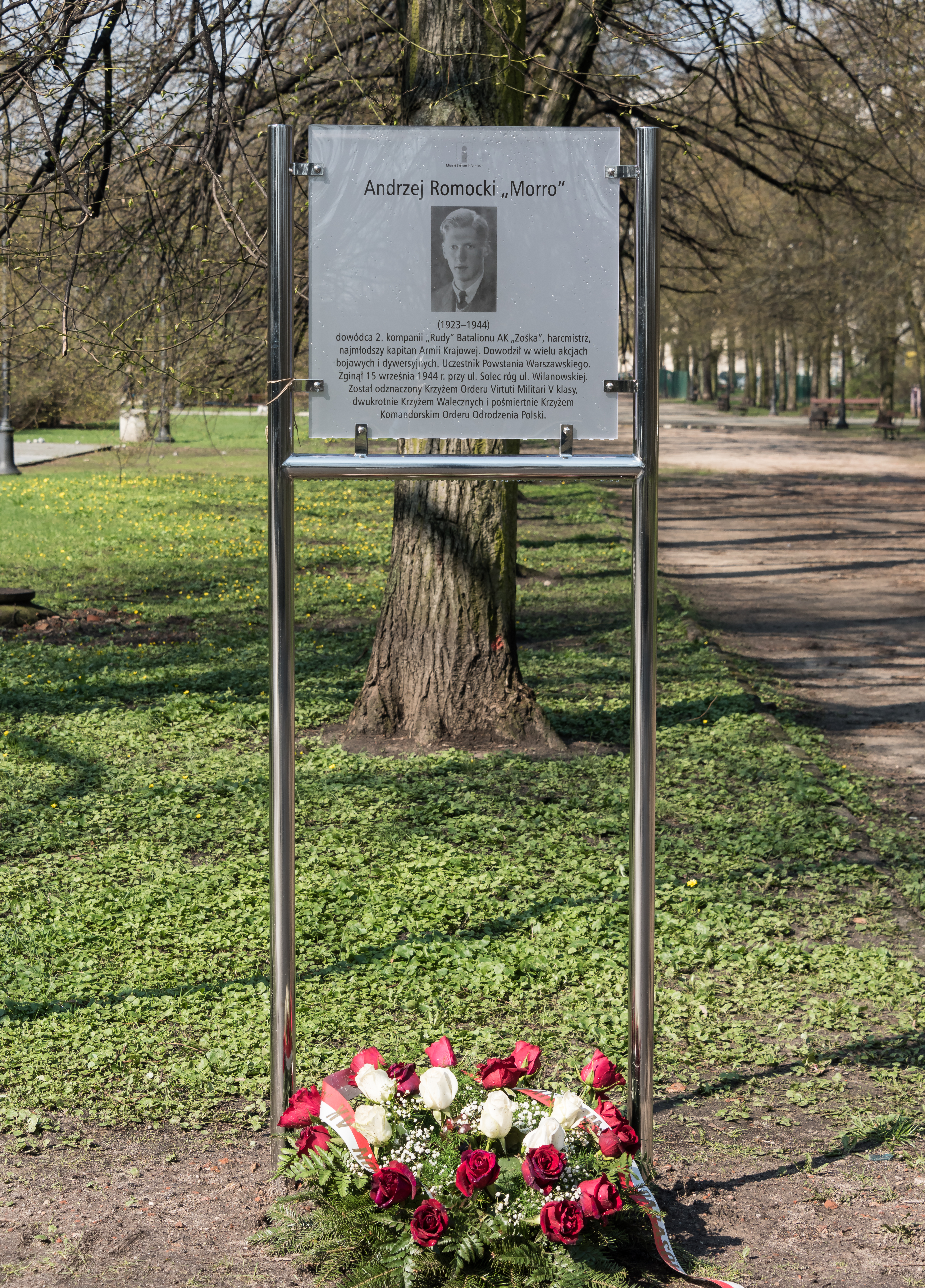
Upamiętnienie w parku Marszałka Edwarda Rydza-Śmigłego w Warszawie

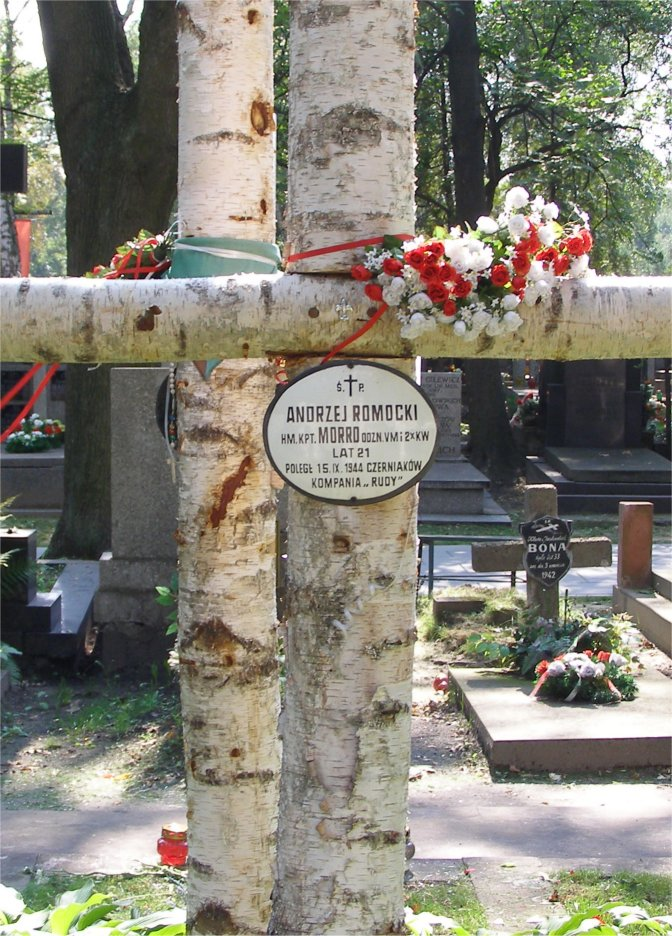
Krzyż nad grobie na cmentarzu Wojskowym na Powązkach w Warszawie

Andrzej Romocki, ps. „Morro” (ur. 16 kwietnia 1923 w Warszawie, zm. 15 września 1944 tamże) – instruktor harcerski, harcmistrz, żołnierz Szarych Szeregów, porucznik Armii Krajowej, pośmiertnie awansowany do stopnia kapitana, w powstaniu warszawskim dowódca 2. kompanii „Rudy” batalionu „Zośka”. Kawaler Orderu Virtuti Militari.

## Lata młodzieńcze
Urodził się w inteligenckiej rodzinie ziemiańskiej o patriotycznych tradycjach. Dziad ze strony ojca, Juliusz Romocki brał udział w powstaniu styczniowym, za co odznaczony został orderem Virtuti Militari. Również dziad ze strony matki, Jadwigi z Niklewiczów, walczył w powstaniu. Ojciec, Paweł Romocki, był inżynierem, majorem Wojska Polskiego w stanie spoczynku, byłym żołnierzem I Korpusu gen. Dowbora-Muśnickiego, kawalerem orderu Virtuti Militari. Był też posłem na sejm II Rzeczypospolitej, dyrektorem naczelnym Polskiego Przemysłu Górniczo-Hutniczego, a w latach 1926–1928 ministrem komunikacji.

Andrzej Romocki był bratem Jana Romockiego, bratem ciotecznym Stanisława Leopolda oraz kuzynem Edwarda Wende.

Uczęszczał do Męskiego Gimnazjum i Liceum Towarzystwa Ziemi Mazowieckiej. Był również harcerzem 21. Warszawskiej Drużyny Harcerskiej im. gen. Ignacego Prądzyńskiego. Przez krótki czas związany z Sierszą, gdzie jego ojciec w latach 1933–1938 był dyrektorem Zakładów Górniczych.

Ojca stracił wcześnie. Paweł Romocki zginął 28 czerwca 1940 r., potrącony przez samochód kierowany przez pijanego Niemca, który wjechał na wysepkę tramwajową.

Student tajnej Szkoły Głównej Handlowej w Warszawie do 1943 r. Studia przerwał, by całkowicie oddać się działalności podziemnej.

## II wojna światowa
Wrzesień 1939 roku spędził z matką oraz bratem w Kozuli koło Białej Podlaskiej. Do stolicy rodzina Romockich dostała się dopiero po kapitulacji miasta i zamieszkała u siostry Jadwigi Romockiej, na ul. Mochnackiego 3.

### Konspiracja
Działalność konspiracyjną Andrzej Romocki rozpoczął w 1940 roku. Za sprawą kuzyna Stanisława Leopolda znalazł się w PET-cie, gdzie kierował grupą mokotowską. W 1941 r. wraz z organizacją przeszedł do kierowanego przez Aleksandra Kamińskiego Małego Sabotażu „Wawer”. Rok później, wraz z wejściem „Wawra” do Szarych Szeregów, znalazł się w 4. drużynie Sad 400, której przewodził, w hufcu Południe – dowodzonym przez Jana Bytnara. Po utworzeniu batalionu „Zośka” był dowódcą II plutonu 2. kompanii „Rudy”, a następnie mianowany na dowódcę 2. kompanii.
Z uwagi na podpis, jakim opatrywał dokumenty („A. Morro”), w kompanii nazywano go „Amorkiem”.
Ukończył kurs podharcmistrzowski, tzw. „Szkoła za lasem” i przybrał pseudonim instruktorski Kuguar Filozof. Ukończył również Szkołę Podchorążych Rezerwy Piechoty Agricola z trzecią lokatą. W maju 1944 roku wziął udział w kursie harcmistrzowskim.

W mieszkaniu Romockich mieścił się lokal kontaktowy 2. kompanii.

### Akcje
- Akcja Gołąb – odpowiadał za przygotowanie całej akcji, mającej na celu wysadzenie pociągu z niemieckimi żołnierzami wracającymi z frontu wschodniego
- Akcja Sieczychy – dowodził całą akcją, której celem był niemiecki posterunek graniczny
- Akcja Wilanów – dowódca grupy streifa, atakującej niemiecki posterunek
- Akcja Lornetki – obserwator w akcji zdobycia lornetek polowych

### Powstanie warszawskie
Przed wybuchem powstania warszawskiego między nim a jego podwładnymi dochodziło do nieporozumień na tle karności, jego podejścia do szturmowców. Zarzucano mu zbytnią rygorystyczność, biurokrację, złe traktowanie harcerzy. Sam siebie złożył do raportu karnego, który spędził u rodziny w Milanówku. Z urlopu został odwołany na wieść o zbliżającym się powstaniu. Jako dowódca 2. kompanii i zastępca dowódcy batalionu – Ryszarda Białousa, 1 sierpnia 1944 r. stawił się na miejscu koncentracji „Broda 53”, w fabryce „Telefunken” na rogu Mireckiego i Karolkowej na Woli. Drugiego dnia powstania plutony pod jego dowództwem zdobyły dwa czołgi typu Pantera. Brał udział w zdobyciu Szpitala św. Zofii oraz Gęsiówki. Walczył o utrzymanie powstańczych stanowisk na Woli, w rejonie cmentarzy. Ciężko ranny w twarz pod koniec sierpnia, podjął udaną próbę przedostania się kompanii „Rudy” ze Starówki do Śródmieścia przez zajęty przez Niemców Ogród Saski.
Na początku września wraz z batalionem przeszedł na Czerniaków. Przewodził w walkach na ulicach Książęcej oraz Rozbrat. Dowodził walką o utrzymanie przyczółka czerniakowskiego dla przybywającej z pomocą 1. Armii Wojska Polskiego gen. Berlinga. Zginął trafiony przez snajpera radzieckiego w serce 15 września 1944 rano, podczas lądowania pierwszego zwiadu berlingowców na Górnym Czerniakowie, najprawdopodobniej przypadkowo wzięty za Niemca. Według relacji świadka jego śmierci – Henryka Kończykowskiego „Halicza”, „Morro” zginął jednak od pojedynczego strzału oddanego od strony Mostu Poniatowskiego i domu klubu żeglarskiego, zajętego wtedy przez Niemców.
Ekshumowany przez towarzyszy broni i matkę jesienią 1945. Pochowany został w kwaterze batalionu „Zośka” na cmentarzu Wojskowym na Powązkach w Warszawie (kwatera A20-5-23). Leży pomiędzy swoim młodszym bratem Jankiem Bonawenturą (rannym 12 sierpnia, zmarłym 18 sierpnia 1944 w szpitalu na ul. Miodowej 23), a bratem ciotecznym Stanisławem Leopoldem ps. „Rafał” (poległym 25 sierpnia 1944 dowódcą 1. kompanii w batalionie „Parasol”).

## Awanse
- wrzesień 1943 – plutonowy
- maj 1944 – plutonowy podchorąży
- 30 sierpnia 1944 – podporucznik
- wrzesień 1944 – porucznik
- 1944 (pośmiertnie) – kapitan

## Odznaczenia
- Krzyż Komandorski Orderu Odrodzenia Polski (30 lipca 2019, pośmiertnie)[5]
- Krzyż Walecznych – marzec 1944
- Srebrny Krzyż Virtuti Militari – sierpień 1944 – "Za uderzenie flankowe z rejonu Sołtyka w krytycznym momencie natarcia polskiego na cmentarz ewangelicki; uderzenie to zadecydowało o utrzymaniu stanowisk w tych rejonach." Order został zweryfikowany pozytywnie uchwałą Kapituły Orderu Wojennego Virtuti Militari z dnia 13 października 2011[6].
- Krzyż Walecznych – wrzesień 1944 – Za dzielne dowodzenie w natarciu, w którym będąc sam poważnie rannym dał świetny przykład żołnierzom swą odwagą i pogardą śmierci.
- Krzyż Armii Krajowej – 16 lipca 1985

## Upamiętnienie

### Patron drużyn harcerskich
- 44. Zgierskiej Drużyny Wędrowniczej „Zośka”
- 153. Białostockiej Drużyny Harcerskiej „Concordia”
- 230. Gorzowskiej Drużyny Harcerzy „Rysie” – fiołkowa
- 122. Kluczborskiej Drużyny Harcerzy „Tornado”
- 58. Łódzkiej Drużyny Harcerzy
- 101. Łódzkiej Drużyny Wędrowniczej „Sad”
- 1. Orneckiej Grunwaldzkiej Wodno-Ratowniczej Drużyny Wielopoziomowej „Akwarium”
- 13. Świdnickiej Drużyny Starszoharcerskiej „Mafikeng”
- 194. Warszawskiej Drużyny Harcerzy Starszych „Źródło”
- 25. Poznańskiej Drużyny Harcerskiej „Rój”
- 134. Męskiej Drużyny Harcerskiej „Arbitrium” w Piastowie.
- Szczep 413 Warszawskich Drużyn Harcerskich i Zuchowych ZHP
- Czwórka Warszawska im. Andrzeja Romockiego „Morro” ZHR Żoliborz
- 8. Szczecińskiej Drużyny Harcerzy „Płomień” (wraz z bratem Janem)
- Hufca ZHP w Pruszkowie
- 5 Drużyny Harcerskiej „Ad Astra” w Trzebini (wraz z bratem Janem)
- 54 Piotrkowskiej Drużyny Harcerskiej „Żywioły” z HZD 54
- 33 WDH im. Braci Romockich w Piasecznie.
- 13 Drużyny Harcerzy Starszych i Wędrowników „MORRO” w Katowicach
- 29 Białostockiej Drużyny Wędrowniczej im. Braci Romockich
- 444  Drużyny Harcerskiej "Morro" w Łomiankach

### Inne upamiętnienia
- Patronuje Zespołowi Szkół Ponadgimnazjalnych nr 1 w Barlinku[7].
- Na podstawie wspomnień matki powstał paradokumentalny film o Andrzeju i Janie Romockich pt. Warszawska Niobe[8].
- W 2020 jego imię nadano alei parkowej w parku Marszałka Edwarda Rydza-Śmigłego w Warszawie[9].

- Na mocy decyzji[10] z dnia 10 lipca 2024 roku, 182 batalion lekkiej piechoty 18 Stołecznej Brygady Obrony Terytorialnej otrzymał imię kpt. Andrzeja Romockiego ps. „Morro”.